# Cemihyclops
Cemihyclops is een geslacht van eenoogkreeftjes uit de familie van de Clausidiidae. 
De wetenschappelijke naam van het geslacht is voor het eerst geldig gepubliceerd in 2008 door Karanovic.

## Soorten
- Cemihyclops ceduensis Karanovic, 2008
- Cemihyclops tenuis Kim I.H., 2009